# Tom Hiddleston
Thomas William „Tom” Hiddleston (ur. 9 lutego 1981 w Londynie) – brytyjski aktor. Międzynarodową popularność zyskał dzięki roli Lokiego w produkcjach Filmowego Uniwersum Marvela. Laureat m.in. Złotego Globu i Laurence Olivier Award, nominowany także do nagród Emmy i Tony Award.

## Wczesne lata
Urodził się w Westminsterze jako syn Diany Patricii (z domu Servaes) Hiddleston i doktora Jamesa Normana Hiddlestona. Jego matka była administratorką ds. sztuki i kierowniczką sceniczną, a jego ojciec pracował jako fizykochemik i był dyrektorem zarządzającym firmą biotechnologiczną powiązaną z Uniwersytetem Oksfordzkim. Jego rodzice rozwiedli się, gdy miał 12 lat. 
Dorastał w Wimbledonie i w wiosce w pobliżu Oksfordu. W wieku siedmiu lat rozpoczął naukę w Windlesham House School z internatem. Rok później przeniósł się do Dragon School w Oksfordzie. W wieku 13 lat rozpoczął naukę w Eton College. Kontynuował naukę w Pembroke College na Uniwersytecie w Cambridge, gdzie studiował filologię klasyczną. W rozmowie ze Stephenem Colbertem podkreślał swoje wielkie zamiłowanie do literatury i kultury antycznej. Mówił, że uwielbia czytać autorów starożytnych w oryginale (w języku łacińskim i greckim).
W trakcie studiów został dostrzeżony w sztuce Tramwaj zwany pożądaniem przez agentkę talentów Lorraine Hamilton z Hamilton Hodell. W 2005 ukończył studia aktorskie w Royal Academy of Dramatic Art.

## Kariera
Będąc studentem, otrzymał rolę Lorda w telewizyjnej adaptacji powieści Charlesa Dickensa Życie i przygody Nicholasa Nickleby (2001) dla ITV. Pojawił się także jako operator telefonu w dramacie Franka Piersona Ostateczne rozwiązanie (2001) oraz jako Randolph Churchill (syn Winstona Churchilla) w nagrodzonym wyróżnieniami BAFTA i Emmy dramacie biograficznym Wzbierająca burza (2002).
W dramacie Unrelated (2007) zagrał aroganckiego Oakleya. Miał również kilka głównych ról w teatrze Declana Donnellana Cheek by Jowl's w produkcjach: The Changeling (w którym grał Alsemero i za którą to rolę otrzymał nominację do nagrody Iana Charlesona w 2007 roku) i Cymbeline (jako Posthumus Leonatus i Cloten), za którą otrzymał nagrodę Laurence’a Oliviera za najlepszy debiut 2008. Otrzymał wtedy drugą nominację w tej samej kategorii za rolę Kasja w szekspirowskim Otellu w Donmar Warehouse. Wystąpił także jako Lvov w Iwanie Czechowa. Te dwie role przyniosły mu Whatsonstage.com Theatregoers' Choice Award dla najlepszego aktora drugoplanowego 2008.

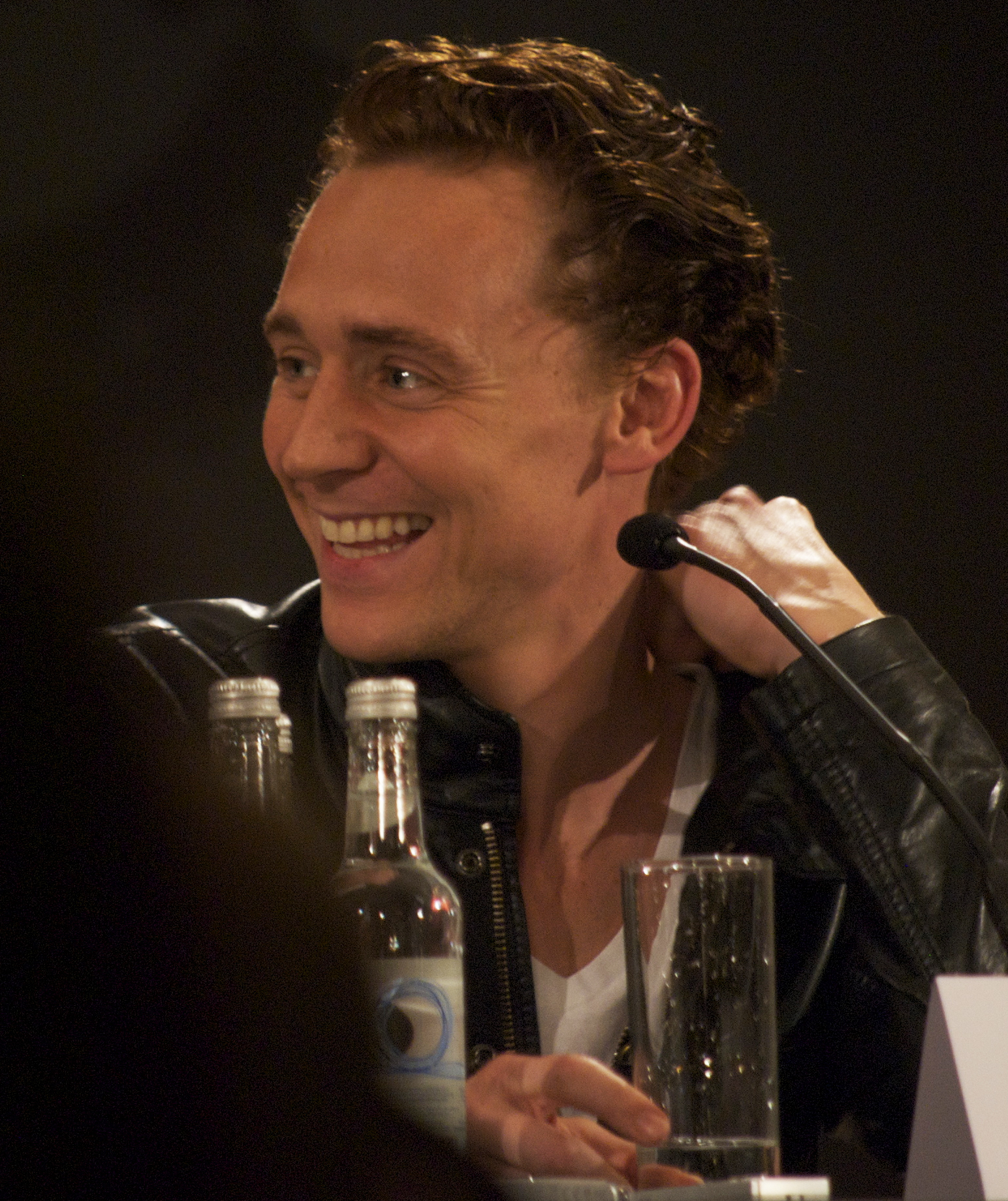
Hiddleston na konferencji prasowej filmu Thor (2011)

Jego dorobek telewizyjny obejmuje rolę Magnusa Martinssona w detektywistycznym dramacie BBC Wallander, Billa Hazledine w Suburban Shootout, Johna Plumptre w kostiumowym dramacie telewizyjnym BBC Pani Austen ubolewa i Williama Buxton w świątecznym wydaniu serialu kostiumowego serialu dramatycznego BBC Cranford.
Największą popularność zdobył dzięki roli Lokiego, brata Thora, w filmie fabularnym Thor w reżyserii Kennetha Branagha, z którym współpracował poprzednio przy Iwanie i Wallanderze. Wziął udział w castingu i screen-testach do roli Thora, przechodząc nawet na ścisłą dietę i zwiększając swoją masę mięśniową o 20 funtów, ale Branagh postanowił, że Hiddleston bardziej nadaje się do roli Lokiego, przybranego brata Thora.
W 2011 zagrał F. Scott Fitzgeralda w filmie Woody’ego Allena O północy w Paryżu. W tym samym roku zobaczyć go można było na ekranach w roli kapitana Nicholsa w War Horse, filmie Stevena Spielberga opartym na powieści Michaela Morpurgo z 1982, a także w roli Freddiego Page’a w dramacie The Deep Blue Sea Terence’a Daviesa, opartym na sztuce Terence’a Rattigana z 1952.
Ponownie wcielił się w role Lokiego w filmach: Avengers (2012), Thor: Mroczny świat (2013), Thor: Ragnarok (2017), Avengers: Wojna bez granic (2018) i Avengers: Koniec gry (2019). Grał rolę księcia Hala i króla Henryka V w cyklu produkcji BBC. Wystąpił jako Adam w komediodramacie Jima Jarmuscha Tylko kochankowie przeżyją (Only Lovers Left Alive, 2013), Thomas Sharpe w horrorze Crimson Peak. Wzgórze krwi (2014) i kapitan James Conrad w monster movie Kong: Wyspa Czaszki (Kong: Skull Island, 2017).